# Bomolocha lyse
Bomolocha lyse là một loài bướm đêm trong họ Noctuidae.